# Joakim Andersson (ishockeyspelare)
För andra betydelser, se Joakim Andersson.
Joakim Andersson, född 5 februari 1989 i Munkedal, är en svensk professionell ishockeyspelare. Anderssons moderklubb är Munkedals BK. Han kom till Frölundas juniorlag inför säsongen 2005–2006 och spelade sin första elitseriematch med Frölundas A-lag 2006–2007. Han skrev på ett ettårskontrakt med Frölunda inför säsongen 2008–2009.
Detroit Red Wings valde Joakim Andersson som 88:e spelare totalt i NHL-draften 2007. Han debuterade för Red Wings i NHL säsongen 2011–2012. Dessförinnan hade han spelat för Red Wings farmarlag Grand Rapids Griffins i AHL.

## Meriter
- JSM-Guld: J20 2006–2007
- JSM-Guld: J20 2007–2008
- JVM-Silver: JVM 2008
- JVM-Silver: JVM 2009

## Klubbar
- Munkedals BK (moderklubb)
- Frölunda HC 2005–2008
- Borås HC 2007–2008
- Grand Rapids Griffins 2009–
- Detroit Red Wings 2011–2016
- Örebro HK 2016-